# Cantó de Le Hosseret
El cantó de Le Hosseret és un cantó francès del departament de l'Alta Garona, a la regió d'Occitània. Està inclòs al districte de Muret, està format per 15 municipis i el cap cantonal és Le Hosseret.

## Municipis
- Le Hosseret
- La Hita Bigordana
- Sent Helitz deu Castèth
- Gratens
- Marinhac e las Claras
- Poi de Toish
- Luçan e Adelhac
- Castèthnau Picampau
- Senta Aralha
- Montagut de Borjac
- Senarens
- Castia de la Branda
- Montossin
- Polastron
- Hustinhac